# Jekaterina Sergejewna Dunzowa

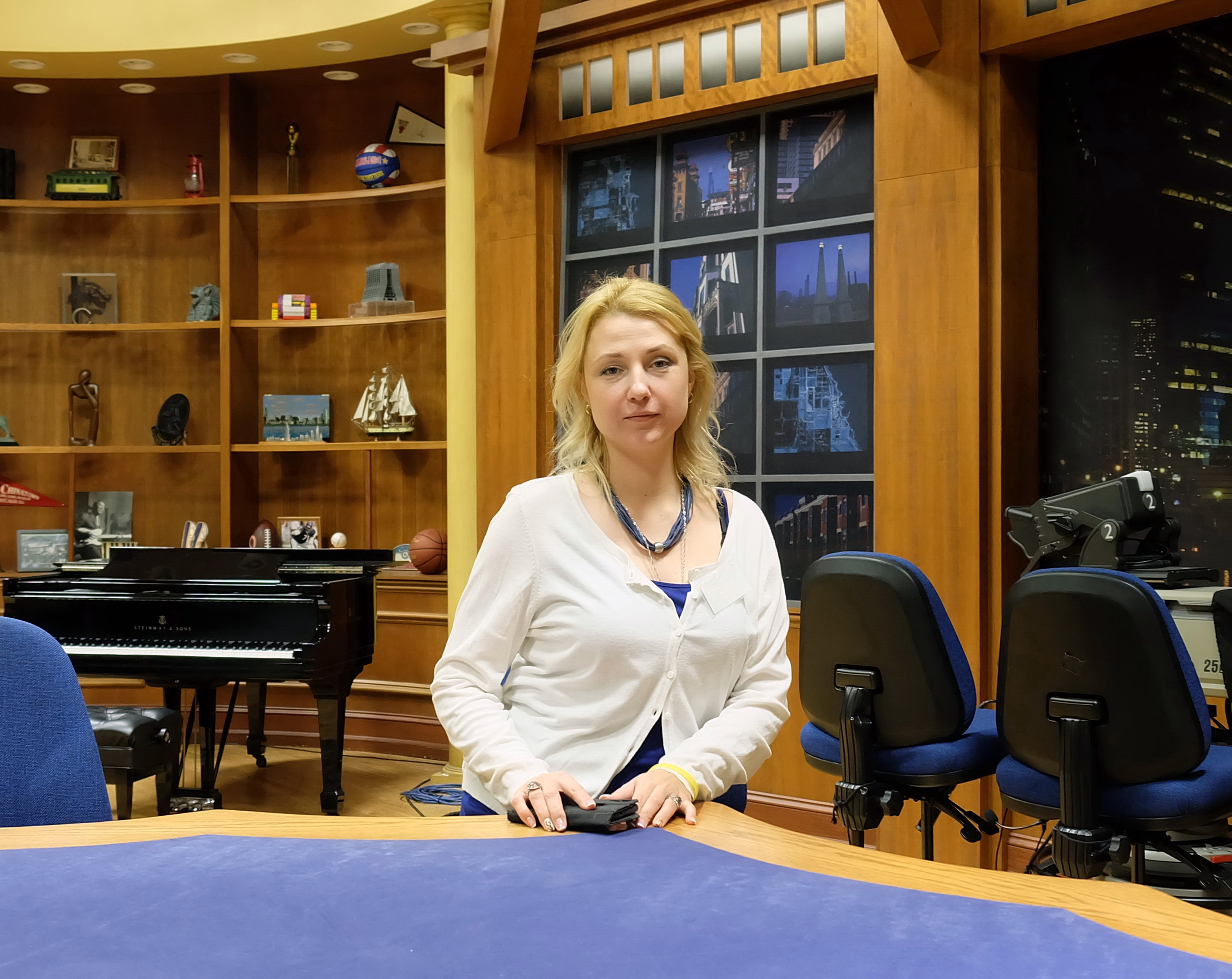
Jekaterina Dunzowa im November 2019

Jekaterina Sergejewna Dunzowa (russisch Екатерина Сергеевна Дунцова, * 24. April 1983 in Krasnojarsk, damals RSFSR, Sowjetunion) ist eine russische Journalistin und Politikerin der 2024 neu gegründeten Partei Morgendämmerung. Sie erlangte größere Bekanntheit dadurch, als unabhängige Kandidatin bei der Präsidentschaftswahl 2024 kandidieren zu wollen. Als wesentlichen Programmpunkt nannte Dunzowa, den Russisch-Ukrainischen Krieg beenden zu wollen. Am 24. Dezember 2023, drei Tage nach der Einreichung, lehnte die Russische Wahlbehörde ihre Bewerbung als fehlerhaft ab.

## Leben
Dunzowa wurde in Krasnojarsk geboren. 1995 zog die Familie nach Rschew in der Oblast Twer. Nach eigener Aussage absolvierte sie zwei Ausbildungen in den Bereichen Fernseh-Journalismus und Rechtswissenschaft. Sie hat zwei Töchter und einen Sohn, trennte sich aber später von ihrem Ehemann und war danach alleinerziehend.
Dunzowa arbeitete ab dem Jahr 2003 insgesamt 16 Jahre beim lokalen Fernsehsender RiT in Rschew als Chefredakteurin. 2017 initiierte sie eine Kampagne, um gegen die Abschaffung der Direktwahl des Bürgermeisters zu protestieren. Die Kampagne gewann jedoch nicht genügend Unterstützerunterschriften. 2019 bis 2022 war sie drei Jahre gewählte Abgeordnete in der örtlichen Duma. Dabei fiel sie nicht als Oppositionelle auf, sondern unterstützte den örtlichen Bürgermeister aus der Partei Einiges Russland. Dunzowa erklärte dies später mit den persönlichen Qualitäten des Bürgermeisters, unabhängig von dessen Parteizugehörigkeit. Ab 2020 nahm sie zunehmend auch oppositionelle Standpunkte ein und sprach sich beispielsweise gegen die zunehmende Diskriminierung von Homosexuellen aus.
Dunzowa engagiert sich ehrenamtlich; sie koordiniert die Suche nach vermissten Personen in ihrer Heimatgegend.
Im Januar 2024 gründete Dunzowa die Partei "Morgendämmerung (russ.: Рассвет, Rasswet)".
Im Mai 2024 stufte die russische Regierung Dunzowa als „ausländische Agentin“ ein.

## Versuchte Präsidentschaftskandidatur
Am 16. November 2023 äußerte Dunzowa in einem Telegram-Post ihre Absicht, bei der Präsidentschaftswahl 2024 als unabhängige Kandidatin anzutreten. Gegenüber der Nachrichtenagentur Reuters äußerte sie, dass jede vernünftige Person bei einem solchen Schritt Angst haben würde, aber die Angst dürfe nicht gewinnen. Jeder wisse doch, wie Präsidentschaftswahlen ausgehen würden, viele Menschen seien deshalb hoffnungslos. Das sei beschämend und müsse sich ändern. „Die Russen müssen eine wirkliche Wahl haben, eine Alternative“. Ihre Initiative erfolgte zu einem Zeitpunkt, als die politische Repression in Russland seit mehreren Jahren zugenommen hatte und Oppositionelle von Wahlen und vom politischen Leben weitgehend ausgeschlossen, inhaftiert oder ins Exil getrieben worden waren. Diese Entwicklung hatte sich nach Beobachtern seit Beginn der russischen Invasion in der Ukraine im Februar 2022 noch verstärkt. In den Tagen nach Dunzowas Ankündigung versuchten verschiedene Stellen, sie unter Druck zu setzen. Sie wurde in die örtliche Polizeibehörde zitiert, wo ihr unter anderem Fragen zu ihrer Haltung zur „Spezialoperation“ in der Ukraine gestellt wurden. Hier berief sie sich auf ihr Recht zur Aussageverweigerung. Kurze Zeit nachdem sie um Zuwendungen für die Finanzierung ihre Wahlkampagne geworben hatte, wurde ihr Bankkonto bei der staatlichen Bank VTB eingefroren. Russische Staatsmedien brachten sie mit dem im Exil lebenden Putin-Gegner Michail Chodorkowski in Verbindung.
Zur Begründung ihrer Kandidatur erklärte Dunzowa auf ihrer Internetseite „duntsova2024.ru“, dass sich Russland seit mindestens zehn Jahren nicht mehr auf dem Pfad der Entwicklung, sondern der Selbstzerstörung befände. Die Menschen könnten ihre Meinung nicht frei äußern, wenn diese nicht mit der der Behörden übereinstimme. Die Zahl der politischen Gefangenen wachse an und Hunderttausende seien aus dem Land vertrieben worden. Die lokale Selbstverwaltung sei praktisch zerstört, und alles im ganzen Staat werde nur noch von einer einzelnen Person entschieden. „Militäreinsätze“ («Военные операции», auch im Original in Anführungszeichen) auf dem Territorium benachbarter Staaten hätten Russland in die internationale Isolation getrieben. Die letzten verbliebenen Verbündeten blieben Iran, Nordkorea und Eritrea, die sich in absehbarer Zeit auch abwenden könnten.
Die individuelle Freiheit müsse daher wieder hergestellt werden. Unmenschliche Gesetze müssten abgeschafft und die politischen Gefangenen freigelassen werden. Der Staat müsse seine Einnahmen für die Verbesserung der Lebensverhältnisse der Bürger und nicht für neue Panzer ausgeben.
Für ihre Präsidentschaftskandidatur hatte Dunzowa, wie es das Gesetz für unabhängige Bewerber vorsieht, 500 Personen gefunden, die sich zeitgleich in Moskau bei einem Notar als Unterstützer registrierten. Am 23. Dezember 2023 wurde bekannt, dass die russische Wahlkommission (ZIK) Jekaterina Dunzowa nicht zulassen wird. Zur Begründung verwies die Kommission auf „Fehler“ in den von Dunzowa eingereichten Dokumenten. Die Vorsitzende der Kommission Ella Pamfilowa äußerte zu Dunzowa: „Sie sind eine junge Frau, Sie haben Ihr ganzes Leben noch vor sich.“
Nach der Ablehnung legte Dunzowa beim Obersten Gericht Berufung gegen das Urteil der ZIK ein und bat die Jabloko-Partei um Unterstützung für ihre Kandidatur, denn die Präsidentschaftswahl sei „die letzte legale Gelegenheit“ für die Menschen in Russland, „ihre Unzufriedenheit“ mit der Politik der amtierenden Regierung zum Ausdruck zu bringen. Tausende Menschenleben hingen von ihrer Entscheidung ab. Die Jabloko-Partei lehnte ihr Gesuch ab.
Ende Dezember 2023 bestätigte das Oberste Gericht das Urteil der ZIK. Zur selben Zeit kündigte Dunzowa die Gründung einer neuen Partei an.
Im Folgemonat hatte Dunzowa die Partei „Morgendämmerung“ gegründet.